# Ayane Miyazaki
Ayane Miyazaki (宮﨑 彩音?, Miyazaki Ayane; Nagano, 15 settembre 2002) è una combinatista nordica giapponese.

## Biografia
La Miyazaki ha esordito in Coppa Continentale il 20 gennaio 2018 a Rena (2ª); ai Mondiali juniores di Lahti 2019 ha vinto la medaglia d'oro nella gara individuale, mentre a quelli di Oberwiesenthal 2020 ha conquistato la medaglia di bronzo nella gara a squadre. Ha esordito in Coppa del Mondo nella gara inaugurale del circuito femminile, disputata il 18 dicembre 2020 a Ramsau am Dachstein (17ª); ai successivi Mondiali di Oberstdorf 2021, suo esordio iridato, si è classificata 10ª nel trampolino normale.

## Palmarès

### Mondiali juniores
- 2 medaglie:
  - 1 oro (trampolino normale a Lahti 2019)
  - 1 bronzo (gara a squadre a Oberwiesenthal 2020)

### Coppa del Mondo
- Miglior piazzamento in classifica generale: 17ª nel 2021